# Franco Ribaudo
Francesco Ribaudo, detto Franco Manucavuda" (Marineo, 23 novembre 1959), è un politico italiano, deputato della XVII legislatura per il Partito Democratico.

## Biografia
Dopo aver militato da giovane nella FGCI, entra a far parte della CGIL della provincia di Palermo.
Nel 1994 diviene consigliere della provincia di Palermo per la lista Alleanza dei Progressisti.
Alle elezioni amministrative del 2008 viene eletto Sindaco di Marineo.
Nel dicembre 2012 si candida alle primarie per i candidati al Parlamento del PD nella provincia di Palermo, ottenendo con 2139 preferenze il quarto posto tra i candidati. La direzione nazionale del PD lo candida alla nona posizione della lista del Partito Democratico nella circoscrizione Sicilia 1.
Alle elezioni politiche del 2013 viene eletto alla Camera dei deputati nella lista del Partito Democratico nella Circoscrizione Sicilia 1.
Non ricandidato alle elezioni del 2018, nello stesso anno viene eletto per la seconda volta sindaco di Marineo e alle successive elezioni amministrative del 2023 è nuovamente eletto per il suo terzo mandato.